# STO Express
STO Express Company Limited (Shentong Express Company) — китайская частная логистическая компания, входит в «большую пятёрку» компаний экспресс-доставки страны (наряду с SF Express, YTO Express, ZTO Express и Yunda Express). 
Основана в 1993 году, штаб-квартира расположена в Шанхае. Ключевым рынком является материковый Китай (особенно дельта Янцзы), также компания работает Южной Корее, Японии, США, Канаде, Великобритании, Австралии и Центральной Азии. 

## История
Компания была создана в 1993 году. Вскоре основным направлением деятельности стала доставка заказов с Taobao. По итогам 2018 года выручка STO Express увеличилась на 34,4 % в годовом исчислении до 17 млрд юаней, а чистая прибыль акционеров компании выросла на 37,5 % в годовом исчислении до 2,05 млрд юаней (306 млн долларов США).
В марте 2019 года контрольный пакет акций Shanghai Deyin Investment Holding, которая является крупнейшим акционером STO Express, приобрела Alibaba Group. В первом полугодии 2019 года выручка STO Express составила 9,87 млрд юаней (1,38 млрд долл. США), увеличившись на 48,62 % в годовом исчислении, а чистая прибыль составила 832 млн юаней, сократившись на 4,04 % в годовом исчислении; за этот период было доставлено 3,012 млрд посылок, что на 47,25 % больше, чем годом ранее.
Бурный рост STO Express начался в конце 2019 года с распространением COVID-19 в Китае, в том числе во время вспышки COVID-19 в Шанхае в 2022 году.

## Деятельность
STO Express доставляет посылки и бандероли через широкую сеть отделений, почтоматов и курьеров, а также активно сотрудничает с местными курьерскими компаниями. STO Express имеет сеть логистических комплексов (как больших провинциальных распределительных центров, так и небольших районных складов) и свой транспортный парк (грузовые вагоны, автомобили, микроавтобусы, мопеды и трициклы). Основным направлением является доставка заказов с интернет-магазинов.  
Международные и межпровинциальные отправления STO Express осуществляет через кооперацию с компаниями Cainiao, SF Holding, JD Logistics, Suning Express и China Postal Express and Logistice.
Вместе с партнёрами по логистическому бизнесу STO Express развивает сеть контейнеров для утилизации упаковок от посылок (картонных коробок, упаковочных материалов и клейкой ленты).

## Акционеры
Крупнейшими акционерами STO Express являются Чэнь Дэцзюнь (29,6 %), Alibaba Group (25 %) и Чэнь Сяоин (2,65 %).